# Dubiaranea stellata
Dubiaranea stellata là một loài nhện trong họ Linyphiidae. Loài này được phát hiện ở Chile.